# Aquarium Genua
Das Aquarium Genua (Italienisch: Acquario di Genova) ist das zweitgrößte Aquarium Europas, hinter dem L’Oceanogràfic in Valencia, Spanien. Es befindet sich auf dem Gelände des Porto Antico der italienischen Hafenstadt Genua. Das Aquarium wurde 1992 anlässlich der Feierlichkeiten zur 500-jährigen Entdeckung Amerikas eröffnet und in Folge mehrfach erweitert. Planung und architektonische Ausführung lagen bei den Architekten Renzo Piano und Peter Chermayeff. Zum Zeitpunkt seiner Eröffnung war es das zweitgrößte Aquarium der Welt. Es zeigt 70 Lebensräume und zirka 12.000 Exemplare von 600 Arten der Weltmeere.
Das Aquarium kann mittels des nahegelegenen Bahnhofs Piazza Principe, der Haltestelle San Giorgio der U-Bahn oder der Autobahnabfahrt Genova Ovest der A7 erreicht werden.

## Das Aquarium
Der ungefähr zwei Stunden und 30 Minuten einnehmende Rundgang durch das Aquarium führt an 39 Bassins entlang, die den Lebensraum der zahlreichen Fische und Reptilien naturgetreu nachbilden. Die sichtbare Oberfläche der Hallen beträgt dabei 9700 Quadratmeter. Davon sind drei große Meerwasserbecken mit Delfinen, Haien, Robben und Wasserschildkröten neben einer Vielzahl kleinerer Fische.
Eine Erweiterung des Aquariums besteht aus einem Anschluss eines Schiffsrumpfes (mit dem Namen Nave Italia) an das Hauptgebäude. In diesem befinden sich einige offene Becken mit einem nachempfundenen tropischen Regenwald und Süßwasserbiotopen. In diesem Abschnitt des Aquariums besteht ebenfalls die Möglichkeit, einige der Fische anzufassen.

## Die Tiere
In Folge sind die jeweilig ausgestellten Tiere nach Becken aufgelistet.
| Bassin                       | Tiere |
| ---------------------------- | --- |
| Das Robbenbecken             | Hundsrobben (Phocidae) |
| Fische zum Anfassen          | Teichrallen (Gallinula); Meerbarben (Mullidae); Goldbrassen (Sparus aurata); Europäischer Stechrochen (Dasyatis pastinaca); Echte Rochen (Rajidae) |
| Das Haifischbecken           | Große Bernsteinmakrele (Seriola dumerili); Sandtigerhai (Carcharias taurus); Sägerochen (Pristidae); Grauer Riffhai (Carcharhinus amblyrhynchos) |
| Das Pinguinbecken            | Humboldt-Pinguin (Spheniscus humboldti) |
| Das Delfinbecken             | Großer Tümmler (Tursiops truncatus) |
| Das Korallenbecken           | Edelkoralle (Corallium rubrum) |
| Das karibische Korallenriff  | Großer Barrakuda (Sphyraena barracuda) |
| Der Zylindersaal             | Goldfisch (Carassius auratus); Roter Neon (Paracheirodon axelrodi); Piranhas (Serrasalmidae) |
| Die Cinque Terre             | Mittelmeer-Fahnenbarsch (Anthias anthias); Farbwechselnde Hornkoralle (Paramuricea clavata); Zylinderrosen (Ceriantharia); Gewöhnlicher Schnepfenfisch (Macroramphosus scolopax) |
| Der Kolibriwald              | Rubinkehlkolibri (Archilochus colubris) |
| Die Liparischen Inseln       | Gewöhnliche Languste (Palinurus elephas); Meerbarbenkönig (Apogon imberbis); Sternkoralle (Astroides calycularis); Papageifische (Sparisoma) |
| Der überflutete Wald         | Schwarzer Zwergwels (Ameiurus melas); Engmaulsalmler (Anostomus anostomus); Myleus (Myleus); Pfauenaugen-Stechrochen (Potamotrygon motoro) |
| Der Urwald von Madagaskar    | Chamäleons (Calumma parsonii); Taggeckos (Phelsuma); Tomatengeckos (Dyscophus guineti); Nilkrokodil (Crocodylus niloticus); Madagassische Buntbarsche (Paratilapia); Pelomedusenschildkröten (Pelomedusidae) |
| Das Korallenriff Madagaskars | Bäumchen-Weichkorallen (Nephtheidae); Anemonenfische (Amphiprion); Gemeiner Wimpelfisch (Heniochus acuminatus); Schwarzspitzen-Riffhai (Carcharhinus melanopterus); Kugelfische (Tetraodontidae); Pazifischer Rotfeuerfisch (Pterois volitans); Imperator-Kaiserfisch (Pomacanthus imperator); Napoleon-Lippfisch (Cheilinus undulatus); Rundkopf-Fledermausfisch (Platax orbicularis) |
| Die Riesenkrabben Japans     | Japanische Riesenkrabbe (Macrocheira kaempferi); Seekatzen (Chimaeriformes) |
| Das Mangrovenbecken          | Schlammspringer (Periophthalmus); Schützenfische (Toxotes jaculator); Vieraugen (Anableps) |
| Das Rote Meer                | Fahnenbarsche (Anthiadinae); Riesenmuscheln (Tridacnidae); Dreifleck-Preußenfische (Dascyllus trimaculatus) |
| Das Quallenbecken            | Chrysaora (Chrysaora); Ohrenqualle (Aurelia aurita) |
| Der Pesce Azzurro            | Sardine (Sardina pilchardus); Stöcker (Trachurus trachurus) |